# Krunoslav
Krunoslav je mužské křestní jméno slovanského původu, četné zejména v Chorvatsku. Podle chorvatského kalendáře slaví svátek 10. března, společně se jménem Emil, dále 16. srpna, společně se jmény Roko a Stjepan, a 26. prosince, společně s chorvatskými podobami jména Štěpán a Štěpánka.
Další podobou tohoto jména je Kruno (2 135 nositelů), ženské podoby jsou Kruna (3 657 nositelek), Krunoslava (323 nositelek) a Krunoslavka (5 nositelek).

## Původ
Jméno je slovanského původu, ale pochází z latiny; začátek vznikl pochorvatštěním latinského slova corono, které znamená koruna. Jméno tedy znamená slavící korunu. V podstatě jde o chorvatský překlad jména Štěpán, které je řeckého původu a význam je podobný, proto s tímto jménem sdílí svátky.

## Počet nositelů
K roku 2014 žilo na světě přibližně 7 929 nositelů jména Krunoslav, z toho téměř 91 % v Chorvatsku, kde je 71. nejčastějším mužským jménem.
| Stát                | Četnost | Pořadí |
| ------------------- | ------- | ------ |
| Chorvatsko          | 7 201   | 146.   |
| Bosna a Hercegovina | 216     | 1 516. |
| Srbsko              | 135     | 2 085. |
| Slovinsko           | 81      | 1 597. |
| Severní Makedonie   | 7       | 7 602. |
| Černá Hora          | 6       | 2 838. |

## Vývoj popularity
V dnešní době je jméno Krunoslav již mezi novorozenci poměrně vzácné. Největší popularitu mělo v Chorvatsku v 70. a 80. letech 20. století. Nejpopulárnější bylo v roce 1980, kdy jej získalo 4,01 % žijících nositelů tohoto jména. Od tohoto roku začala popularita rychle klesat, v roce 2012 činila pouze 0,04 %.

## Významné osobnosti
- Krunoslav Belko – chorvatský moderátor a herec
- Krunoslav Bešker – chorvatský architekt
- Krunoslav Capak – chorvatský epidemiolog
- Krunoslav Cigoj – chorvatský tenorista
- Kruno Cipci – chorvatsko-slovinský dirigent a hudební skladatel
- Krunoslav Draganović – chorvatský kněz a historik
- Krunoslav Hulak – chorvatský šachista
- Krunoslav Jajetić – chorvatský vydavatel a redaktor
- Krunoslav Jurčić – chorvatský fotbalový manažer
- Krunoslav Kern – chorvatský malíř a profesor
- Krunoslav Klabučar – chorvatský herec
- Kruno Kolombatović – chorvatský lékař a diplomat
- Krunoslav Kordić – chorvatský politik a ekonom
- Krunoslav Kosta Bralić – chorvatský spisovatel
- Krunoslav "Kićo" Slabinac – chorvatský popový zpěvák
- Kruno Krstić – chorvatský lingvistik, filozof a psycholog
- Kruno Martinović – chorvatský herec
- Krunoslav Martinović – chorvatský lékař a malíř
- Krunoslav Pranjić – chorvatský profesor
- Kruno Prijatelj – chorvatský historik a profesor
- Krunoslav Sili – chorvatský malíř a karikaturista
- Krunoslav Šarić – chorvatsko-bosenský herec
- Krunoslav Valentić – chorvatský herec
- Krunoslav Zujíć – chorvatský historik a profesor